# Tupi (estrella)
Tupi o HD 23079 es una estrella de magnitud aparente +7,12 en la constelación de Reticulum situada a 110 años luz del sistema solar.
En 2001 se anunció el descubrimiento de un planeta joviano en órbita alrededor de esta estrella. Desde 2019 la Unión Astronómica Internacional le designó el nombre de Tupi en honor a los pueblos indígenas del Brasil.

## Características
Tupi es una estrella blanco-amarilla de tipo espectral F9.5V.
Tiene una temperatura superficial de 5980 K y su luminosidad es apenas un 1% superior a la del Sol.
Su radio es un 10% más grande que el radio solar y gira sobre sí misma con una velocidad de rotación igual o superior a 3,0 km/s.
No se ha detectado exceso en el infrarrojo ni a 24 μm ni a 70 μm, lo que en principio descarta la presencia de un disco de polvo a su alrededor.
Ligeramente más masiva que el Sol, su masa es un 1% mayor que la masa solar.
HD 23079 es considerada una estrella más antigua que el Sol, siendo su edad aproximada 6530 millones de años.
HD 23079 muestra una metalicidad —abundancia de elementos más pesados que el helio— un 24% inferior a la del Sol ([Fe/H] = -0,12).
En la misma línea están los niveles de elementos como carbono, magnesio, silicio y níquel ([Ni/H] = -0,15).

## Sistema planetario
En 2001 se dio a conocer la existencia de un planeta gigante, denominado HD 23079 b o Guarani, en órbita alrededor de Tupi.
Tiene una masa mínima equivalente a 2,5 veces la masa de Júpiter; dicha cifra es sólo un valor mínimo, dado que no es conocida la inclinación orbital.
Con una separación de 1,5 UA respecto a su estrella, emplea 626 días en completar una órbita. Desde 2019 la Unión Astronómica Internacional le designó a HD 23079 b el nombre de Guaraní en honor a los pueblos indígenas del Brasil.
| Acompañante (En orden desde la estrella) | Masa (MJ)   | Período orbital (días) | Semieje mayor (UA) | Excentricidad |
| ---------------------------------------- | ----------- | ---------------------- | ------------------ | ------------- |
| Guaraní                                  | > 2,5 ± 0,3 | 626 ± 24               | 1,5 ± 0,2          | 0,02 ± 0,12   |